# Andrássy-kormány

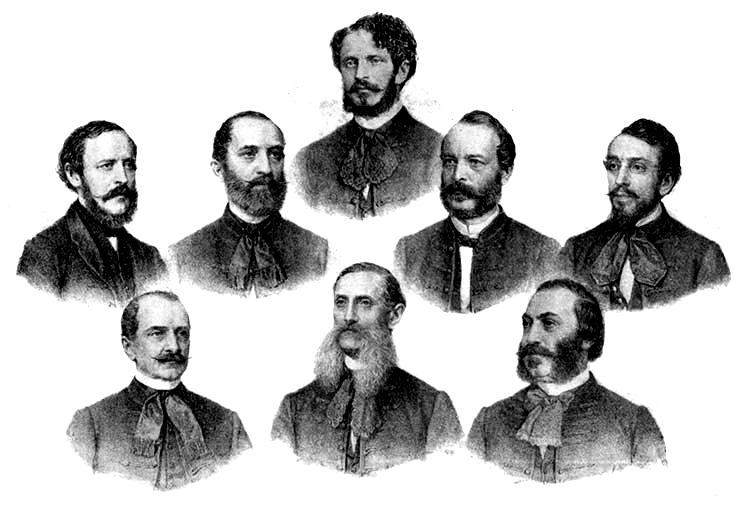
Az Andrássy-kormány alakulásakor, felül középen: Idősebb gróf Andrássy Gyula; felső sor balról: báró Eötvös József, báró Wenckheim Béla, Lónyay Menyhért, Horvát Boldizsár; alsó sor balról: gróf Mikó Imre, gróf Festetics György, Gorove István

Az Andrássy-kormány az osztrák–magyar kiegyezést követő első felelős magyar kormány, amely 1867. február 17. és 1871. november 14. között állt fenn. Legnagyobb politikai sikere egyrészt az új, dualista államberendezkedés sikeres elfogadtatása, amit az 1869-es választáson aratott diadal jelzett, másrészt a magyar–horvát kiegyezés megkötése 1868-ban, ami a pont húsz évvel, 1848-ban a forradalom kitörésével megtört kapcsolatok rendezését jelentette az újonnan alakult Osztrák–Magyar Monarchia két vezető állama között.
Deák Ferenc javaslatára I. Ferenc József császár és király Id. gróf Andrássy Gyulát kérte fel kormányalakításra 1867. február 17-én. A kormány 1867. február 20-án lépett hivatalba és egészen 1871. november 14-ig volt hatalmon, mikoris Andrássyt a Monarchia közös külügyminiszterévé nevezték ki. A felkínált pozíció kedvéért lemondott a miniszterelnökségről, amivel az Andrássy-kormány hivatali ideje is lejárt. Kabinetjét Lónyay Menyhért és kormánya váltotta.

## Tagjai
Pártok
      Deák-párt
      Horvát Unionista Párt
      Független
|  | Név                                               | Hivatal kezdete                        | Hivatal vége                           |
|  | Miniszterelnök és honvédelmi miniszter            | Miniszterelnök és honvédelmi miniszter | Miniszterelnök és honvédelmi miniszter |
|  | ------------------------------------------------- | -------------------------------------- | -------------------------------------- |
|  | Id. gróf Andrássy Gyula (1823–1890)               | 1867. február 17.                      | 1871. november 14.                     |
|  | Belügyminiszter                                   |                                        |                                        |
|  | báró Wenckheim Béla (1811–1879)                   | 1867. február 17.                      | 1869. október 21.                      |
|  | Rajner Pál (1823–1879)                            | 1869. október 21.                      | 1871. február 10.                      |
|  | Tóth Vilmos (1832–1898)                           | 1871. február 10.                      | 1871. november 14.                     |
|  | Pénzügyminiszter                                  |                                        |                                        |
|  | Dr. gróf Lónyay Menyhért (1822–1884)              | 1867. február 17.                      | 1870. május 21.                        |
|  | Kerkapoly Károly (1824–1891)                      | 1870. május 21.                        | 1871. november 14.                     |
|  | Igazságügy-miniszter                              |                                        |                                        |
|  | Horvát Boldizsár (1822–1898)                      | 1867. február 17.                      | 1871. június 5.                        |
|  | Bittó István (1822–1903)                          | 1871. június 5.                        | 1871. november 14.                     |
|  | Király személye körüli miniszter                  |                                        |                                        |
|  | gróf Festetics György (1815–1883)                 | 1867. február 17.                      | 1871. május 19.                        |
|  | báró Wenckheim Béla (1811–1879)                   | 1871. május 19.                        | 1871. november 14.                     |
|  | Vallás- és közoktatásügyi miniszter               |                                        |                                        |
|  | báró Eötvös József (1813–1871)                    | 1867. február 17.                      | 1871. február 2.                       |
|  | Szlávy József (ideiglenesen) (1818–1900)          | 1871. február 2.                       | 1871. február 10.                      |
|  | Pauler Tivadar (1816–1886)                        | 1871. február 10.                      | 1871. november 14.                     |
|  | Földmívelés-, ipar- és kereskedelemügyi miniszter |                                        |                                        |
|  | Gorove István (1819–1881)                         | 1867. február 17.                      | 1870. május 23.                        |
|  | Szlávy József (1818–1900)                         | 1870. május 23.                        | 1871. november 14.                     |
|  | Közmunka- és közlekedésügyi miniszter             |                                        |                                        |
|  | gróf Mikó Imre (1805–1876)                        | 1867. február 17.                      | 1870. április 21.                      |
|  | Gorove István (1819–1881)                         | 1870. április 21.                      | 1871. június 21.                       |
|  | gróf Tisza Lajos (1832–1898)                      | 1871. június 21.                       | 1871. november 14.                     |
|  | Horvát–dalmát–szlavón tárca nélküli miniszter     |                                        |                                        |
|  | Bedekovich Kálmán (1818–1889)                     | 1867. február 17.                      | 1871. november 14.                     |